# Xã Bell, Quận Westmoreland, Pennsylvania
Xã Bell (tiếng Anh: Bell Township) là một xã thuộc quận Westmoreland, tiểu bang Pennsylvania, Hoa Kỳ. Năm 2010, dân số của xã này là 2.348 người.